# Gulbent flugskvätta
Gulbent flugskvätta (Kempiella griseoceps) är en fågel i familjen sydhakar inom ordningen tättingar.

## Utbredning och systematik
Gulbent flugskvätta delas in i tre underarter:
- occidentalis – förekommer i bergen på nordvästra Nya Guinea
- griseoceps – förekommer i bergen på sydöstra Nya Guinea
- kempi – förekommer i kustnära nordöstra Queensland (östra Cape York-halvön till Silver Plains)

### Släktestillhörighet
Tidigare placerades den i släktet Microeca. Numera lyfts den och närbesläktade arten olivflugskvättan dock oftast ut till det egna släktet Kempiella efter genetiska studier.

## Status
IUCN kategoriserar arten som livskraftig.